# Elliot Stenmalm
Elliot Vincent Henrik Stenmalm, född 4 maj 2002, är en svensk handbollsspelare (vänsternia/mittnia), som spelar för IFK Kristianstad och det svenska landslaget.

## Klubbkarriär
Stenmalms moderklubb är Växjö HF. Han spelade där till 2018, då han kom in på handbollsgymnasiet Katrinelund i Göteborg och samtidigt skrev kontrakt med Redbergslids IK. Han började spela med seniorlaget 2019. Säsongen 2021/2022 vann han skytteligan i Handbollsligan med 172 gjorda mål.
Stenmalm skrev kontrakt med det polska stjärnlaget Vive Kielce inför säsongen 2022/23. Tiden i Kielce var skadedrabbad, och i november 2023 återvände han till svenska Handbollsligan då han skrev kontrakt med Ystads IF med omedelbar verkan. Med Ystads IF vann han Svenska cupen 2023/2024.

## Landslagskarriär
Sommaren 2021 deltog Stenmalm i U19-EM i Kroatien, som hölls istället för U18-EM och U19-VM på grund av covid-19-pandemin. Han blev utvald till All-Star Team som bästa vänsternia, och vann skytteligan med 61 gjorda mål.
Den 5 november 2021 fick Stenmalm vara med i A-landslagets trupp i en landskamp mot Polen, men fick ingen speltid. Han blev åter uttagen till landskamper mot Polen i mars 2022, och 20 mars gjorde han sitt första A-landslagsmål.
I maj 2022 blev han uttagen att delta i U20-EM 2022, men fick lämna återbud på grund av skada.

## Meriter
- Polska ligan:
  -  2023 med Kielce
- EHF Champions League:
  -  2023 med Kielce
- IHF Super Globe:
  -  2022 med Kielce
- Svenska cupen:
  -  2024 med Ystads IF

### Individuella utmärkelser
- All-Star Team som Bästa vänsternia vid U19-EM 2021
- Skytteligavinnare vid U19-EM 2021
- Skytteligavinnare Handbollsligan 2021/2022

## Privat
Elliot Stenmalms äldre bror Philip Stenmalm är också landslagsmeriterad handbollsspelare.